# Acrophthalmyda
Acrophthalmyda is een vliegengeslacht uit de familie van de wolzwevers (Bombyliidae). De wetenschappelijke naam van het geslacht werd voor het eerst geldig gepubliceerd in 1858 door Bigot.

## Soorten
Het genus bevat de volgende soorten:

- Acrophthalmyda paulseni (Philippi, 1865)
- Acrophthalmyda sphenoptera (Loew, 1855)